# SN 2000bt
SN 2000bt – supernowa typu Ia odkryta 26 marca 2000 roku w galaktyce A101618-0544. W momencie odkrycia miała maksymalną jasność 19,60m.